# Jules Joseph d'Anethan
Jules Joseph d'Anethan (Brussel, 23 april 1803 - Schaarbeek, 8 oktober 1888) was een Belgisch politicus. Hij was premier van 2 juli 1870 tot 7 december 1871.

## Biografie

### Familie
De voornamelijk in Luxemburg gevestigde familie D'Anethan verkreeg een eerste adelerkenning in 1630. In 1787 verkreeg ze een erfelijke barontitel. In 1816 werd de adellijke status en de titel onder koning Willem I bevestigd in hoofde van advocaat François d'Anethan (1743-1824), die lid was van de Eerste Kamer in het Verenigd Koninkrijk der Nederlanden. Zijn zoon, Joseph d'Anethan (1769-1841), die vooral in de Oostenrijkse tijd een ambtenarenloopbaan doorliep, trouwde met Apolline Verseyden de Varick (1771-1855), dochter van het echtpaar Verseyden-de Crumpipen. Jules d'Anethan was een van hun vier zoons.
Hij trouwde in 1827 in Brussel met Marie-Cornélie de Jonghe (1803-1864). Ze kregen drie kinderen, met nakomelingen tot op vandaag, onder wie verschillende die in de diplomatie hun weg vonden. Hun zoon Auguste d'Anethan (1829-1906), buitengewoon gezant en gevolmachtigd minister, trouwde in 1861 in Brussel met Isabelle Mosselman du Chenoy (1842-1876), dochter van Théodore Mosselman du Chenoy, bankier en senator.

### Loopbaan
D'Anethan werd doctor in de rechten (1824) aan de Rijksuniversiteit Leuven. Na een kort oponthoud aan de balie van Brussel werd hij magistraat, als volgt:
- 1826-1832: achtereenvolgens substituut-procureur des Konings in Kortrijk, Dendermonde en Antwerpen en procureur des Konings in Leuven;
- 1832-1836: substituut-procureur-generaal,
- 1836-1843: advocaat-generaal bij het hof van beroep in Brussel.

In 1843 werd hij minister van Justitie in het kabinet-Nothomb, en dit deed hem kiezen voor een politieke carrière, waarbij hij zich inschreef in de lijn van de katholieke partij.
Hij liet zich vooreerst verkiezen in het parlement, als volgt:
- 1844-1849: volksvertegenwoordiger voor het arrondissement Leuven
- 1849-1888: senator voor het arrondissement Tielt. In 1884-1885 was hij voorzitter van de Senaat.

Zijn ministeriële loopbaan verliep als volgt:
- 1843-1845: minister van Justitie (regering-Nothomb),
- 1845-1846: minister van Justitie (regering-Van de Weyer),
- 1846 (27 februari tot 7 maart): minister van Oorlog a. i. (regering-Van de Weyer),
- 1846-1847: minister van Justitie (Regering-De Theux de Meylandt II),
- 1856: de erefunctie van minister van Staat werd hem toegekend,
- 1868-1874: burgemeester van Linkebeek,
- 1870-1871: minister van Buitenlandse Zaken en premier (regering-D'Anethan),
- 1870 (3 augustus tot 12 september): minister van Openbare Werken a. i.

Als eerste minister had D'Anethan vooral het hoofd te bieden aan de problemen die zich stelden als gevolg van de Frans-Duitse Oorlog, waarbij hij erin slaagde de Belgische neutraliteit te vrijwaren.
Ook al was hij trouw aan de katholieke hoofdlijnen op het politieke vlak, toch behield hij een onafhankelijke visie op een aantal zaken. Zo was hij voorstander van de eenmaking van Italië, ook al moest dit het einde betekenen van de Pauselijke Staat. Om het Vaticaan beter te kunnen overtuigen, benoemde hij een tweede ambassadeur in Rome, naast de ambassadeur bij de koning van Italië. Van 1875 tot 1880 was het zijn zoon, Auguste d'Anethan (1829-1906), die er de ambassade leidde, tot Walthère Frère-Orban de diplomatieke betrekkingen met de Heilige Stoel onderbrak.
Aan zijn regering kwam een voortijdig einde omwille van een schandaal. Voormalig eerste minister Pierre de Decker was tot gouverneur van Limburg benoemd, maar hij was aandeelhouder geweest van de bank van André Langrand-Dumonceau die failliet was gegaan. De regering werd ontslagen. Dit betekende meteen het einde van de ministeriële carrière van D'Anethan. Hij bleef wel nog tot aan zijn dood een rol spelen in de Senaat en in de katholieke partij.

## Trivia

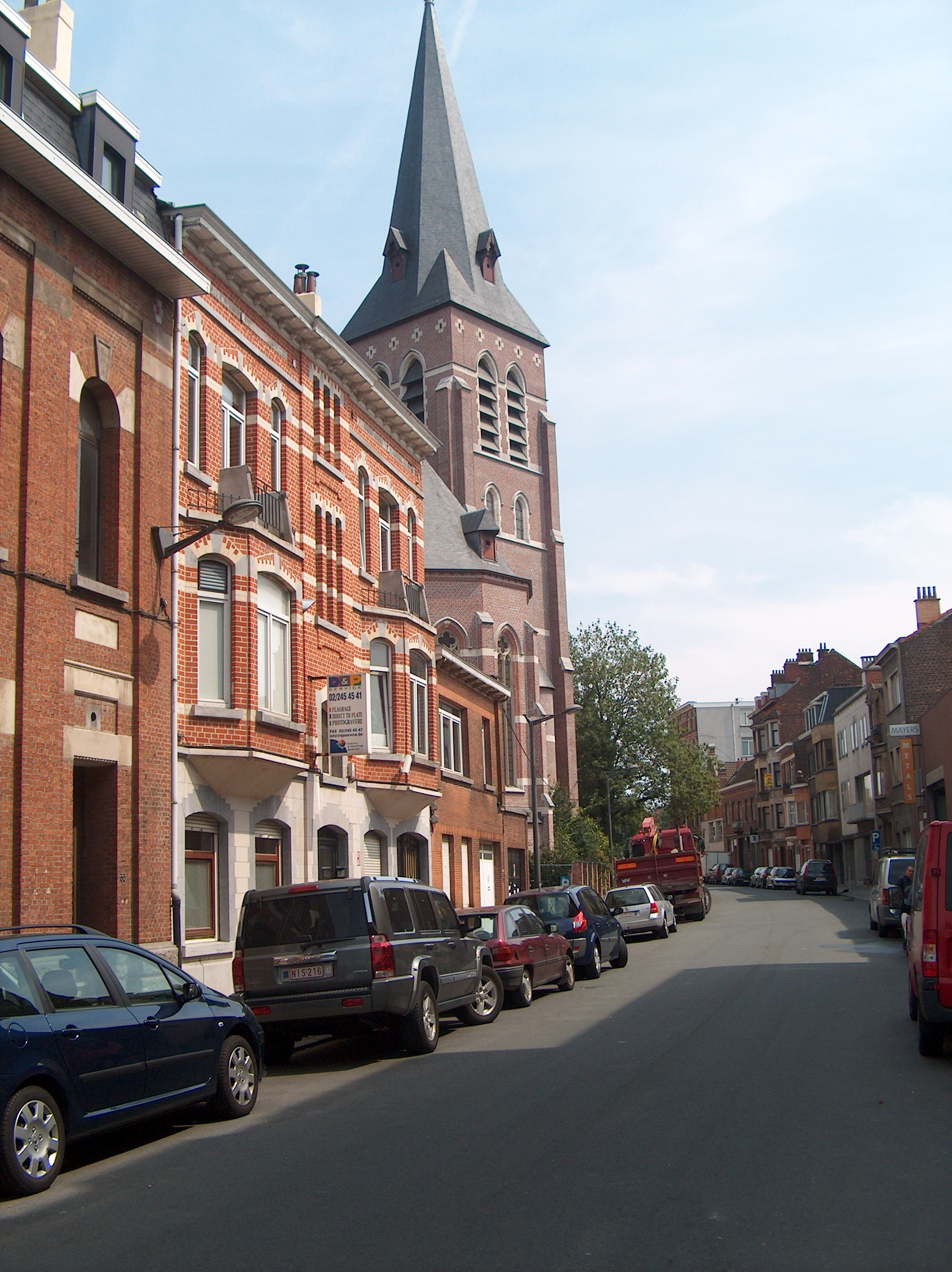
Zicht op de D'Anethanstraat/rue d'Anethan

- In Schaarbeek werd een straat naar hem genoemd.
- Diplomaat Albert d'Anethan was zijn neef.